# Liste der Biografien/Biv
Liste der Biografien |
Portal Biografien |
Personensuche
# |
A |
B |
C |
D |
E |
F |
G |
H |
I |
J |
K |
L |
M |
N |
O |
P |
Q |
R |
S |
T |
U |
V |
W |
X |
Y |
Z |
?
 
Ba |
Be |
Bd |
Bg |
Bh |
Bi |
Bj |
Bl |
Bm |
Bn |
Bo |
Br |
Bs |
Bu |
Bw |
By |
Bz
 
Bia–Bid |
Bie |
Bif–Bim |
Bin |
Bio |
Bip |
Bir |
Bis |
Bit |
Biu |
Biv |
Biw |
Bix |
Biy |
Biz
Die Liste der Biografien führt alle Personen auf, die in der deutschsprachigen Wikipedia einen Artikel haben. Dieses ist eine Teilliste mit 14 Einträgen von Personen, deren Namen mit den Buchstaben „Biv“ beginnt.

## Biv

### Biva
- Biva, Henri (1848–1929), französischer Maler
- Bivar, Antônio (1939–2020), brasilianischer Dramatiker, Schriftsteller, Schauspieler, Journalist, Drehbuchautor, Exzentriker

### Bive
- Bivens, Kylie (* 1978), US-amerikanische Fußballspielerin
- Biver, Jean-Claude (* 1949), Schweizer Unternehmer und ManagerJean-Claude Biver (* 1949)

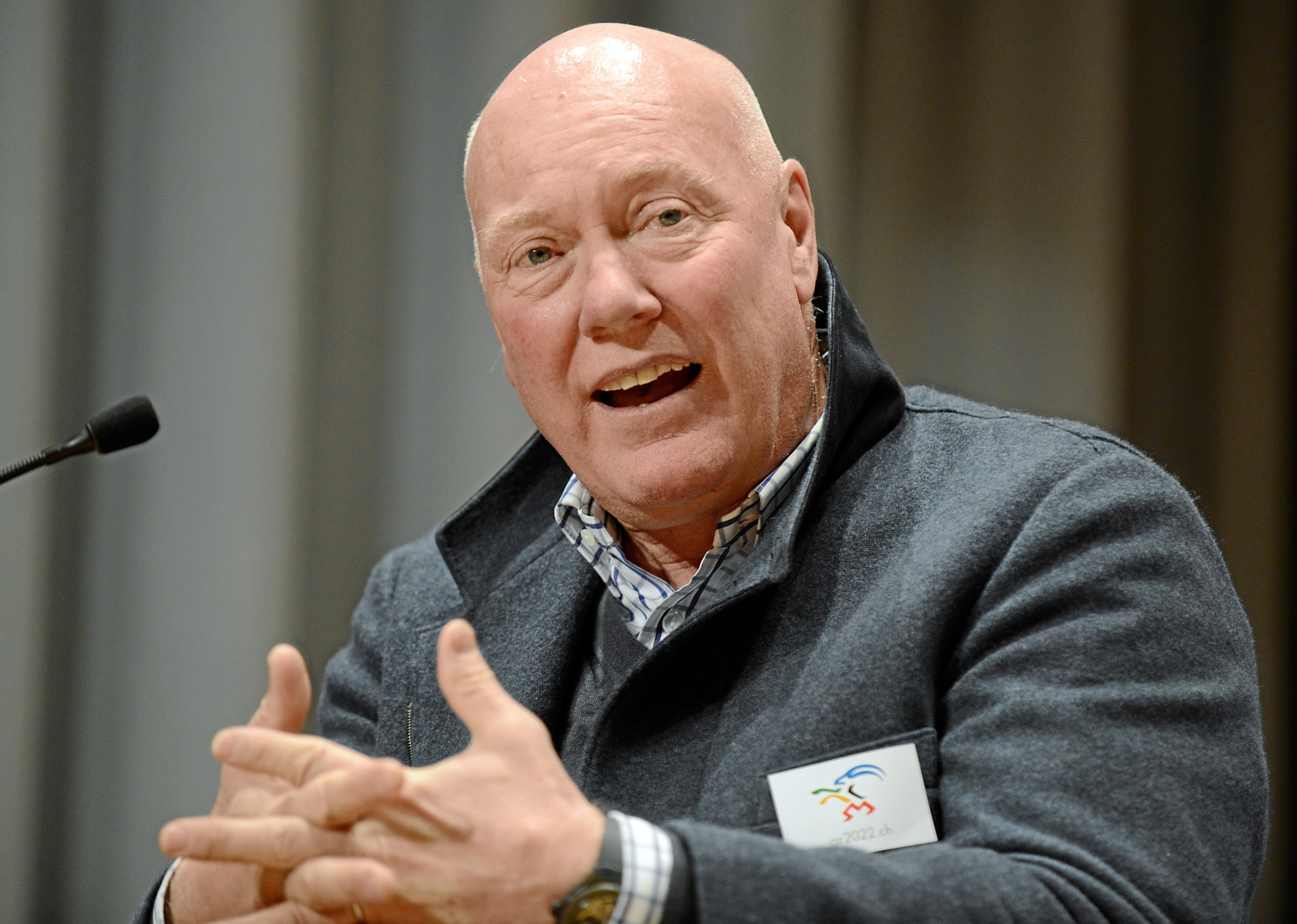
Jean-Claude Biver (* 1949)

- Biver, Marc (* 1951), luxemburgischer Radsportfunktionär
- Biver, Olivier (* 1997), luxemburgischer Eishockeyspieler
- Biver, René (1920–1983), luxemburgischer Radsportler
- Biveson, Daniel (* 1976), schwedischer Snowboarder

### Bivi
- Bivin, David (* 1939), US-amerikanischer und israelischer Historiker und Archäologe
- Bivins, Jimmy (1919–2012), US-amerikanischer Boxer
- Bivins, Teel (1947–2009), US-amerikanischer Politiker und Botschafter

### Bivo
- Bivol, Victor (* 1977), moldauischer Judoka
- Bivolaru, Ioan (* 1942), rumänischer Ingenieur und Politiker
- Bivona, Gus (1915–1996), US-amerikanischer Jazzklarinettist und Altsaxophonist